# Černčice (Hradec Králové)
Černčice é uma comuna checa localizada na região de Hradec Králové, distrito de Náchod‎.